# Faro de Punta Delgada
El faro de Punta Delgada se encuentra en el islote de Alegranza, al norte de Lanzarote (Las Palmas, Canarias, España). Se encuentra dentro del parque natural del Archipiélago Chinijo. 

## Historia

Imagen de la isla de Alegranza.

Fue inaugurado el 30 de abril de 1865. Por el lado sureste se le liga la vivienda del farero. La torre tiene forma cónica y está fabricada en piedra gris, alcanzando los quince metros de altura. La linterna señalizadora ilumina un arco de horizonte de veinte grados entre el noroeste y el suroeste, por el este.
Punta Delgada fue uno de los primeros faros que se completó como parte del plan original de iluminación marítima de las Canarias. Diseñado por el ingeniero Juan de León y Castillo, su construcción comenzó en 1861 y entró en funcionamiento en 1865.
Construido en un estilo neoclásico similar a otros faros canarios del siglo XIX, consiste en un edificio encalado de una sola planta con roca volcánica oscura utilizada para el detalle de la mampostería, situado en un promontorio en el extremo oriental de Alegranza La luz se muestra desde una sala de linternas en la parte superior de una torre de mampostería de 15 metros de altura, adosada al lado del mar del edificio principal.
El faro fue diseñado para acomodar a los dos guardianes y sus familias y tiene un patio central. En el centro del patio hay una cisterna que recoge las lluvias del techo de los edificios. Esto fue insuficiente para atender a las dos familias debido a la baja frecuencia de las lluvias en la isla, por lo que también se construyó un pozo a 20 metros del faro para recoger y almacenar el agua de la montaña.
Tanto la casa del guarda como la torre forman parte del patrimonio arquitectónico de las Islas Canarias y fueron declaradas monumento de interés cultural por el Gobierno de Canarias el 20 de diciembre de 2002 e incluidas en la lista de Las Palmas.
El mantenimiento del faro corre a cargo de la Autoridad Portuaria de la Provincia de Las Palmas. Está registrado con el número internacional de Almirantazgo D2772 y tiene el identificador NGA de 113-24076.